# Dulcynea z Toboso

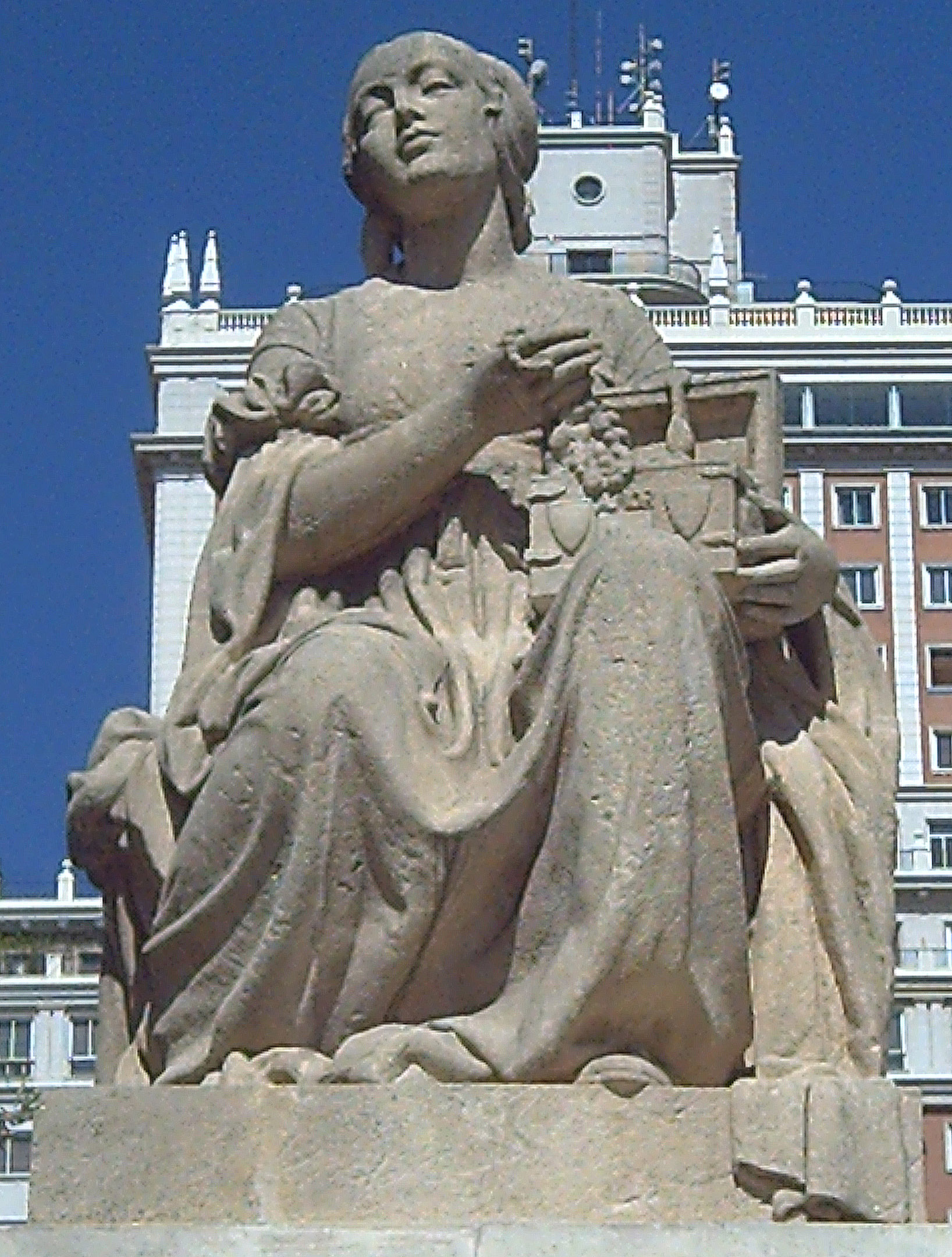
Wyobrażenie Don Kichota o Dulcynei, rzeźba Federica Coullaut-Valery

Dulcynea z Toboso (hiszp. Dulcinea del Toboso, właściwie Aldonza Lorenzo) – fikcyjna postać z powieści Miguela de Cervantesa Don Kichot. Dama serca Don Kichota z Manczy, obiekt jego urojonego, platonicznego uczucia.
W rzeczywistości nazywała się Aldonza Lorenzo i była piękną wieśniaczką z Toboso. Imię Dulcynea nadał jej Don Kichot, kiedy obrał ją na damę swego serca. Wybór ten nie wynikał z rzeczywistych uczuć, ale był częścią roli błędnego rycerza, która wymagała posiadania ukochanej. Sam Don Kichot twierdził, że kochał ją przez dwanaście lat, chociaż spotkał ją zaledwie kilka razy (w drugiej części natomiast utrzymuje, że nie spotkał jej nigdy). Przyznał też, że miłość tę wymyślił, podobnie jak czynią to poeci. Nie wiadomo jak wyglądała Aldonza-Dulcynea. Don Kichot opisując ją, korzysta z obiegowych poetyckich obrazów (zęby jak perły, lica jak róże itp.). Sancho Pansa natomiast określa ją jako silną, głośną i łasą na zaloty. W utworze zapisano też obiegową opinię, jakoby Aldonza znana była z talentu do solenia wieprzowiny. 
Imię Aldonza występuje w kilku przysłowiach hiszpańskich i reprezentuje w nich wiejską dziewczynę, często łatwą do zdobycia (np. Skoro nie ma dziewczyny, dobra i Aldonza).

## Interpretacje
Postać Dulcynei była interpretowana rozmaicie. Według Miguela de Unamuno to ukryta i długo wstrzymywana miłość do niej stała się przyczyną rycerskiej manii bohatera. Teza ta nie zgadza się jednak ze słowami samego bohatera, który swoje uczucie określa jako wymyślone. Marthe Robert natomiast uważał, że Dulcynea stanowiła jedynie pretekst, dzięki któremu Don Kichot mógł uciekać od kobiet realnych, które nie mogły sprostać jego uczuciu do idealnej kobiecości. Według Hansa-Jörga Neuschäfera Dulcynea jest nie tylko ukochaną bohatera, ale też uosobieniem dobrej, opiekuńczej wróżki. August Rüegg przypisuje jej z kolei rolę postulatu, pragnienia, żeby wypełniała rolę taką, jaką damy serca wypełniają zazwyczaj w romansach rycerskich. Według Leo Löwenthala Dulcynea jest natomiast uosobieniem twórczości.